# El Rosario, Nicaragua
El Rosario är en kommun (municipio) i Nicaragua med 5 576 invånare (2012). Den ligger i den sydvästra delen av landet i departementet Carazo. Kommunen är känd för bevarandet och återskapandet av gamla traditioner.

## Geografi
El Rosario ligger precis norr om den Panamerikanska landsvägen, 4 kilometer sydost om Jinotepe. El Rosario gränsar till kommunerna Jinotepe i väster, Masatepe i norr, La Paz de Carazo i öster och Santa Teresa i söder. 
Kommunens största ort är centralorten El Rosario med 3 112 invånare (2005). Förutom centralorten har kommunen tre comarcor, Bertha Díaz med 1 396 invånare , Panamá med 528 invånare och Cañas Blancas med 281 invånare (2005).

## Historia
El Rosario har tidigare hetat El Chompipe. Kommunen grundades 1848.